# بابا تراوري
بابا تراوري (بالفرنسية: Baba Traoré)‏ (13 أكتوبر 1992 بباريس في فرنسا - ) هو لاعب كرة قدم فرنسي في مركز الدفاع. لعب مع بورغ أون بريس بيروناس ونادي شاتورو وVendée Poiré-sur-Vie Football ‏.

## وصلات خارجية
- بابا تراوري على موقع قاعدة بيانات كرة القدم.إي يو (الإنجليزية)
- بابا تراوري على موقع Soccerway.com (الإنجليزية)